# Systemwissenschaft
Die Systemwissenschaft beschäftigt sich als Interdisziplinäre Wissenschaft aller denkbaren Fachgebiete mit den Zusammenhängen und Wechselwirkungen in Systemen.

## Ziel
Es ist das Ziel der Systemwissenschaft, Struktur, Ordnung und Organisation von Systemen, ihre räumlichen und zeitlichen Zustände sowie Funktionsmechanismen zu erkennen und zu verstehen, um daraus allgemeingültig anwendbare Gesetzmäßigkeiten für systemische Zusammenhänge abzuleiten, die auf Systeme jeglicher Art – etwa physikalische, chemische, biologische, psychologische oder gesellschaftliche – übertragbar sind. So können beispielsweise aus der mathematischen Biologie einfache Modelle zur Populationsdynamik in der Ökonomie auf den Markt und dessen Sättigung mit einem neuen Produkt übertragen werden (vgl. Logistisches Wachstum). Heute finden sich systemwissenschaftliche Einflüsse in Arbeiten der Ökologie, der Kosmologie, der Medizin, der Technologie, des Managements, der Soziologie, der Ökonomie, der Kommunikationswissenschaft und vielen anderen Fachrichtungen mehr.

## Wissenschaftsgeschichte
Bis zum Ende des 18. Jahrhunderts herrschte das Mechanistische Weltbild in den Wissenschaften, das mit Bezug auf die Philosophie von René Descartes auch kartesianisches Paradigma genannt wird: Die Welt und alles was darin existiert, wurde mit Maschinen verglichen, deren Funktionen sich angeblich vollständig durch die Untersuchung der Einzelteile verstehen lassen. Erste Einwände brachte die Bewegung der Romantik, in der etwa Organismen als sich selbstreproduzierende und selbstorganisierende Wesen mit jeweils eigenen Qualitäten betrachtet wurden. Mit den Lehren des Vitalismus und des Organizismus des späten 19. Jahrhunderts wurde deutlich, dass sich das Leben nicht durch die Untersuchung seiner Teile verstehen lässt. Zu Beginn des 20. Jahrhunderts wurden die Begriffe System und Systemdenken geprägt und man erkannte, dass komplexe Zustände zu gänzlich neuen Systemeigenschaften führen können, die sich nicht aus den Einzelteilen erklären lassen.
Jedoch erst die Veröffentlichungen des Biologen Ludwig von Bertalanffy – der als Gründer der Systemtheorie angesehen wird – in den 1940er bis 1960er Jahren machten das ganzheitliche Systemdenken zu einer wissenschaftlichen Bewegung. Seither gibt es in fast allen Wissenschaftsbereichen Vertreter dieses Denkens. Eine zusammenfassende „systemwissenschaftliche Theorie“ steht jedoch noch aus; die bestehende Systemtheorie ermöglichte jedoch einen Austausch zwischen den unterschiedlichen Fachgebieten.

## Gebiete
Die Systemwissenschaft kann in folgende Gebiete unterteilt werden:
- Systemtheorie
- Systemanalyse
- Systemtechnik (Kybernetik)

Diese Unterteilung ist in den meisten Fällen nicht exakt zu erkennen, die Grenzen der Bereiche sind fließend. Man kann jedoch einige Hauptmerkmale der einzelnen Gebiete festhalten. 
Die Systemtheorie behandelt eher grundlegende Prinzipien und Definitionen, beispielsweise was überhaupt unter einem System zu verstehen ist. Dabei wird ein möglichst allgemeiner Systembegriff angestrebt, der sich auf Probleme in den verschiedensten Disziplinen anwenden lässt.
Die Systemanalyse beschäftigt sich konkret mit dem Verhalten und der Struktur von Systemen. Wichtige Methoden hierbei sind die Modellierung und Simulation. Die Modellierungstechniken reichen dabei von Wortmodellen bis hin zu mathematischen Modellen, z. B. Differentialgleichungssysteme oder agentenbasierte Modelle, die oft auch eine Simulation des Systemverhaltens ermöglichen. Die unterschiedlichen Modelle ergänzen sich dabei und bauen meistens aufeinander auf. 
Die Systemtechnik (oder Kybernetik) ist dagegen stärker an der Beherrschung und Steuerung von zumeist technischen Systemen interessiert. Der Systemtechnik, in Verbindung mit technischen Systemen, eng verwandt ist die Regelungstechnik.
Der sinngemäß von Aristoteles übernommene Leitsatz der Systemwissenschaft lautet "Das Ganze ist mehr als die Summe seiner Teile". Dies soll darauf hinweisen, dass durch die reduktionistische Kenntnis der Eigenschaften einzelner Systembestandteile nicht auf das Verhalten des Gesamtsystems geschlossen werden kann. Man bezeichnet dieses Phänomen als Emergenz und das Leitbild dieser ganzheitlichen Betrachtungsweise als Holismus.

## Vertreter
Bedeutende Vertreter der Systemwissenschaften sind etwa:
- Ludwig von Bertalanffy (Biologie, Systemtheorie)
- Anatol Rapoport (Mathematik, Biologie, Allgemeine Systemtheorie)
- John von Neumann (Mathematik, Informatik, Spieltheorie)
- Norbert Wiener (Mathematik, Kybernetik)
- Jay Wright Forrester (Informatik, System Dynamics)
- Peter Senge (Organisationsentwicklung, Systemforschung)
- Dietrich Dörner (Psychologie, Künstliche Intelligenz)
- Peter Gomez (Ökonomie, Komplexität)
- Gilbert Probst (Ökonomie, Management)
- Günther Ossimitz (systemisches Denken)
- Frederic Vester (Biokybernetik)
- Paul Watzlawick (Kommunikationswissenschaft)
- Niklas Luhmann (Soziologie, Luhmannsche Systemtheorie)